# Morenazi
Morenazi o morenario son términos despectivos para describir a personas no blancas, o más directamente neonazis mestizos y negros, que muestran apoyo o simpatía por el nazismo, la Alemania nazi, el culto a la personalidad de Adolf Hitler y más directamente al supremacismo blanco.

## Término
El término surgió posteriormente a la Segunda Guerra Mundial; en ese momento el discurso de pureza racial blanca logró colarse dentro de algunos movimientos nacionalistas críticos con el sistema democrático republicano en América Latina. Las personas morenazis reciben el típico estereotipo de su otra parte norteamericana y europea: discursos racistas, específicamente antisemitas, de superioridad racial en favor de los blancos y teorías de conspiraciones como la persecución a los blancos y repudio a los inmigrantes no blancos.

## Argumentos a favor del nazismo en no blancos
Las personas calificadas de morenazis suelen argumentar que simpatizan con el nacionalsocialismo por su «defensa» al tradicionalismo, a la patria, al revisionismo histórico político y al antisionismo. Se ha registrado que grupos morenazis además de su discurso xenófobo, también muestran homofobia, transfobia y anticomunismo, por lo que para algunos forman parte de la extrema derecha.

### Relación con el neonazismo blanco
Para agrupaciones neonazis de América del Norte y Europa, los morenazis no forman parte del neonazismo, por no ser personas caucásicas. La posición del portal racista Stormfront al ser consultados fue:

No existe la sangre nacionalsocialista, lo que existe es la sangre caucásica, y sólo los caucásicos podemos ser nacionalsocialistas.

## Críticas
El diario israelí Enlace Judío, en idioma castellano, realizó un informe llamado Los morenazis: con la suástica por dentro, sobre el neonazismo en México, en donde el entrevistador de origen judío califica a los morenazis de ignorar totalmente el tema del racismo en los círculos supremacistas neonazis blancos:

Intenté visualizar a aquel moreno regordete, de ojos saltones, sobre los carteles de propaganda aria o marchando en los imponentes desfiles militares del Tercer Reich (...) me pregunté si acaso el sujeto ignoraba el hecho de que los inmigrantes mexicanos figuraban entre las víctimas favoritas de los neonazis en Estados Unidos.